# Danny Peyronel
Danny Peyronel, född 1953, är brittisk musiker mest känd för att ha spelat med rockgruppen UFO. No Heavy Petting (1976) var hans första och enda album med bandet. Han spelade keyboard och sjöng även i bakgrunden. Före UFO hade han varit med i gruppen Heavy Metal Kids.